# Hélène Sée
Hélène Caboche, dite Sée, née Wolf le 22 janvier 1869 à Mulhouse et morte le 11 novembre 1919 à Paris 1er, est une journaliste française.
Elle est considérée comme la première femme journaliste politique française,.

## Biographie
Fille d’un marchand de vin mulhousien, elle est, sous le nom de jeune fille de sa mère, Henriette Sée, rédactrice parlementaire pour le quotidien entièrement conçu et dirigé par des femmes, la Fronde, sous la direction de Marguerite Durand et Séverine. Soucieuse s’assurer à son quotidien la parité avec ses homologues dans l’accès aux sources d’information, Durand, pour qui la politique est aussi l’affaire des femmes, a fait cesser l’usage interdisant aux femmes de pénétrer dans l’enceinte du palais Bourbon. Cette avancée lui a permis de rencontrer les députés dans le « salon de la Paix » de la Chambre et d’être la première femme à intégrer les rangs de la presse parlementaire.
Première femme à pouvoir assister aux débats parlementaires, elle rend compte régulièrement des travaux des députés, pour la Fronde, ce qui lui a parfois valu d’être dénigrée par ses confrères. Elle recevra néanmoins les palmes académiques en 1899, puis la rosette d’officier de l’Instruction publique, par approbation unanime, en 1904. Pendant l’affaire Dreyfus, elle est, comme sa rédaction, dreyfusarde, et lutte en faveur la révision du procès. Elle sera également du « banquet de la liberté de la presse », donné à l’Hôtel Continental pour fêter l’acquittement d’Urbain Gohier, poursuivi pour son pamphlet antimilitariste l’Armée contre la Nation.
La Fonde disparue, en 1905, elle continue ses activités au quotidien de gauche anticlérical l’Action et au Rappel, média radical-républicain d’Henry Bérenger et Victor Charbonnel, où officie son frère Lucien Wolf. À ce titre, elle fait partie de la délégation des journalistes français accompagnant le président Loubet en visite d’État à Rome en 1904.
À la mort, en novembre 1918, de son frère, directeur de la Tribune parlementaire, à laquelle collaboraient, entre autres, Lazare Weiller, Henri Michel, Gustave Rouanet, Georges Reynald, Lucien Cornet, Paul Degouy, Charles Bomard, elle en reprend la direction.
Ayant épousé le Dr Paul Caboche, le 20 février 1915 à Paris 8e, elle s’est éteinte au domicile conjugal. Elle avait été, avec Marguerite Durand, au nombre des deux premières femmes à être admises, le 8 mars 1900, dans l’Association des journalistes républicains.

## Publications partielles
- « Au Parlement : La Chambre », La Fronde, Paris, vol. 2, no 176,‎ 2 juin 1898, p. 1-2 (ISSN 1256-0138, lire en ligne sur Gallica, consulté le 20 mai 2025).
- « La Chambre », La Fronde, Paris,‎ 28 février 1903, p. 2 (ISSN 1256-0138, lire en ligne sur Gallica, consulté le 20 mai 2025).
- « Dans les couloirs : Un vent de fronde a soufflé... », L’Action, Paris, vol. 2, no 57,‎ 24 octobre 1904, p. 2 (ISSN 1255-9784, lire en ligne, consulté le 20 mai 2025).

## Distinctions
- Officière d’académie, 1899.
- Officière de l’Instruction publique, 1904.